# 삼성 갤럭시 A04
삼성 갤럭시 A04는 삼성전자에서 출시한 안드로이드 스마트폰이다. 2022년 8월 24일에 발표되었다.